# Коломбо (сезон 8)
Восьмой сезон американского телесериала «Коломбо», премьера которого состоялась на канале ABC 6 февраля 1989 года, а заключительная серия вышла 1 мая 1989 года, состоит из 4 эпизодов.

## Период трансляции
Сезон первоначально транслировался по понедельникам в 9:00—11:00 (EST) в рамках The Mystery Movie ABC. До этого все первые эпизоды Коломбо появились на канале NBC.

## Релиз на DVD
Сезон был выпущен на DVD Universal Home Video.

## Эпизоды
| № в сериале | № в сезоне | Название                                                     | Режиссёр       | Автор сценария      | Убийцу играет   | Жертву играет | Дата премьеры   | Длительность |
| --- | ---------- | ------------------------------------------------------------ | -------------- | ------------------- | --------------- | ------------- | --------------- | ------------ |
| 46 | 1          | «Коломбо идет на гильотину» «Columbo Goes to the Guillotine» | Лео Пенн       | Уильям Рид Вудфилд  | Энтони Эндрюс   | Энтони Цербе  | 6 февраля 1989  | 89 минут     |
| Эллиотт Блейк утверждает, что является телепатом, и предлагает свои услуги секретным службам США. В качестве эксперта приглашён Макс Дайсон. Но тот оказывается его давним знакомым. Они вступают в сговор и убеждают представителей секретных служб правительства США в необходимости финансирования и использования сверхъестественных возможностей Блейка. После того, как фальсификация удаётся, Блейк расправляется с Дайсоном, обезглавив его при помощи гильотины. Коломбо должен раскрыть это убийство раньше, чем Блейк скроется от правосудия под прикрытием правительства.                                                                                      |            |                                                              |                |                     |                 |               |                 |              |
| 47 | 2          | «Убийство, туман и призраки» «Murder, Smoke and Shadows»     | Джеймс Фроули  | Ричард Алан Симмонс | Фишер Стивенс   | Джефф Перри   | 27 февраля 1989 | 91 минута    |
| Однажды на киностудии, где успешно творит молодой талантливый постановщик спецэффектов Алекс Брэйди, появляется его давний приятель Леонард Фишер, обвиняет того в гибели своей сестры Дженни и предъявляет киноплёнку, доказывающую вину Алекса. Чтобы избежать разоблачения, Брэйди убивает Фишера на одной из съёмочных площадок. Коломбо, расследующий это убийство, неожиданно проявляет режиссёрский талант. |            |                                                              |                |                     |                 |               |                 |              |
| 48 | 3          | «Секс и женатый детектив» «Sex and the Married Detective»    | Джеймс Фроули  | Джерри Людвиг       | Линдсей Краус   | Стефен Махт   | 3 апреля 1989   | 90 минут     |
| Сексолог и писательница Джоан Алленби уже давно находится в романтических отношениях со своим деловым партнёром Дэвидом Кинкейдом. Но когда она случайно узнаёт, что её возлюбленный цинично изменяет ей с её же секретаршей, то не может простить предательства. Переодевшись проституткой, она затевает с Дэвидом сексуальную игру и убивает его. Таким образом, подозрение в убийстве Дэвида Кинкейда падает на загадочную проститутку, которую и должен обнаружить лейтенант Коломбо. |            |                                                              |                |                     |                 |               |                 |              |
| 49 | 4          | «Большие маневры» «Grand Deceptions»                         | Сэм Ванамейкер | Си Залковиц         | Роберт Фоксуорт | Энди Романо   | 1 мая 1989      | 89 минут     |
| Полковник Фрэнк Брейли крутит роман с женой генерала Джека Паджета, параллельно присваивая себе его деньги. Подозревающий неладное генерал поручает своему работнику, старшему сержанту Лестеру Кигану разобраться в этом вопросе. Киган обнаруживает улики против Брейли, но вместо того чтобы доложить генералу о вскрытых хищениях, начинает шантажировать Фрэнка. Тогда Брейли в лыжной маске пробирается в лагерь учебно-тренировочного батальона и убивает Кигана ножом, затем кладёт его тело на противопехотную мину, которая впоследствии взрывается. Затем Брейли создаёт себе ложное алиби. Лейтенант Коломбо находит разгадку при помощи оловянного солдатика. |            |                                                              |                |                     |                 |               |                 |              |